# NEGA DOLA
『내가 돌아 (NEGA DOLA)』(ネガ・ドラ)はBoAの韓国でのフィジカル・シングル

## 解説
韓国限定のフィジカル・シングル。
シングルとしては、「Right Here, Right Everywhere」より約半年振りのリリースとなる。韓国限定のシングルとしては2017年発売の「CAMO」以来、約7ヶ月ぶりとなった。
本作は、ラテンテイストを盛り込んだヒップホップ・ダンスに仕上げられた楽曲であり、執着心の強い男性に対して嫌気が差して別れた女性の気持ちを歌ったものであると言う。

## 収録曲
1. 내가 돌아 (NEGA DOLA)
作詞：BoA / 作曲：Afshin Salmani、Josh Cumbee、Sara Forsberg、Yu yeongjin / 編曲：Afshin Salmani、Josh Cumbee
2. 내가 돌아 (NEGA DOLA) (Inst.)

## 収録アルバム
내가 돌아 (NEGA DOLA)
- 『ONE SHOT, TWO SHOT』